# Bob Hite
Pour les articles homonymes, voir Hite.
Bob Hite (né le 26 février 1943 à Torrance en Californie et mort le 5 avril 1981 à Venice en Californie) est le cofondateur et chanteur du groupe Canned Heat. Il est surnommé « the bear » (« l'ours ») en raison de sa corpulence.

## Biographie
Bob Hite grandit dans une famille de musiciens. Sa mère est chanteuse et son père joue dans un orchestre de bal en Pennsylvanie. Bob se souvient d'avoir entendu son premier morceau de blues Cruel Hearted Woman par Thunder Smith, quand il avait seulement huit ans.
Grand collectionneur de disques de blues, il en a possédé des dizaines de milliers. Il travaille chez un disquaire où il rencontre un autre passionné de blues, Alan Wilson avec qui il fonde Canned Heat.
Les albums se sont enchaînés ainsi que les prestations dans les grands festivals, dont l'improvisation mémorable à Woodstock en août 1969.
En 1970, après la mort d'Alan Wilson, le groupe a vécu sur ses enregistrements passés, et sorti quelques albums qui ont eu un succès commercial limité. Ruiné, Bob Hite est obligé de se séparer de sa collection de disques.
En 1971, il retrouve le moral et propose au bluesman légendaire John Lee Hooker de faire un concert.
Le 5 avril 1981, lors d'une pause entre deux concerts au Palomino Club à Los Angeles, Bob Hite reçoit d'un fan une fiole d'héroïne. Il la prise et tombe dans le coma, après quoi d'autres tentent sans succès de le réanimer avec une forte dose de cocaïne. Un groupe de roadies met Bob Hite dans une camionnette et le conduit au domicile de son camarade de groupe Fito de la Parra, où il meurt.

## Discographie
- 1967 : Cannedheat
- 1968 : Livin' The Blues - Vol. 1
- 1968 : Living The Blues
- 1968 : Boogie With Canned Heat
- 1968 : Livin' The Blues - Vol.2
- 1969 : Hallelujah
- 1970 : Vintage
- 1970 : Live At Topanga Corral
- 1970 : Future Blues
- 1970 : ’70 Concert: Recorded Live In Europe
- 1971 : Canned Heat & John Lee Hooker – Hooker ’N Heat
- 1972 : Historical Figures And Ancient Heads
- 1973 : The New Age
- 1973 : One More River To Cross
- 1974 : Memphis Slim, Canned Heat, The Memphis Horns – Memphis Heat
- 1978 : Human Condition
- 1981 : Hooker* N’ Heat* – Canned Heat & John Lee Hooker Recorded Live At The Fox Venice Theatre
- 1981 : Kings Of The Boogie